# Ліхень (Любуське воєводство)
Ліхень (пол. Licheń) — село в Польщі, у гміні Стшельці-Краєнські Стшелецько-Дрезденецького повіту Любуського воєводства.
Населення — 389 осіб (2011).
У 1975-1998 роках село належало до Гожовського воєводства.

## Демографія
Демографічна структура станом на 31 березня 2011 року:
|          | Загалом | Допрацездатний вік | Працездатний вік | Постпрацездатний вік |
| -------- | ------- | ------------------ | ---------------- | -------------------- |
| Чоловіки | 202     | 47                 | 139              | 16                   |
| Жінки    | 187     | 41                 | 107              | 39                   |
| Разом    | 389     | 88                 | 246              | 55                   |